# 恐怖からの自由

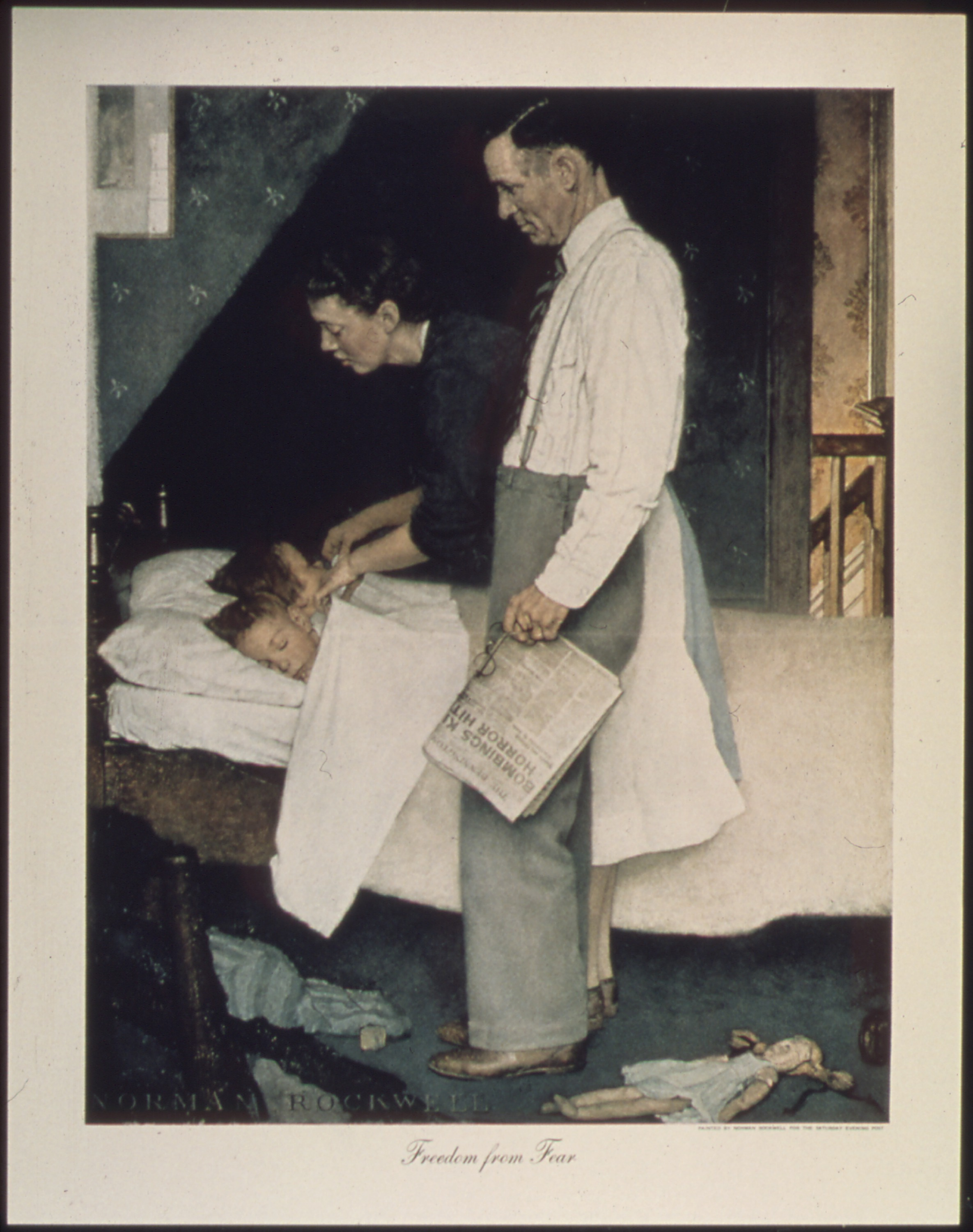
ノーマン・ロックウェルの絵画『恐怖からの自由』

恐怖からの自由（きょうふからのじゆう、Freedom from fear）は、基本的人権の1つであり、紛争や暴力などによる恐怖を受けない権利である。

## 概要
この権利は、アメリカ合衆国大統領フランクリン・D・ルーズベルトが1941年1月6日の一般教書演説で発言した「4つの自由」のうちの1つである。ルーズベルトは、これは世界中のあらゆる人間が持つべき権利であると述べた。ルーズベルトは演説の中で、「恐怖からの自由」について次のように述べている。
The fourth is freedom from fear—which, translated into world terms, means a world-wide reduction of armaments to such a point and in such a thorough fashion that no nation will be in a position to commit an act of physical aggression against any neighbor—anywhere in the world.—President Franklin D. Roosevelt, January 6, 1941.
日本語訳
第四は、世界のあらゆるところにおける、恐怖からの自由です。わかりやすく言えば、世界的な軍備の削減を徹底して行うことで、いかなる国も、いかなる隣人に対しても物理的な攻撃行為を行うことができなくなります。—1941年1月6日の連邦議会でのフランクリン・D・ルーズベルトの演説より抜粋
ルーズベルトの4つの自由は、1948年12月10日に国連総会で採択された世界人権宣言の重要な柱を形成した。恐怖からの自由は、世界人権宣言の前文で「恐怖及び欠乏のない世界の到来が、一般の人々の最高の願望として宣言されたので」と言及されている。

## 影響を受けたもの
1943年、ノーマン・ロックウェルは連作『4つの自由』の1つとして『恐怖からの自由』を描いた。
この権利はミャンマーのアウンサンスーチーにとって重要な概念となり、彼女は1991年にFreedom from Fear（邦訳のタイトルは『自由 自ら綴った祖国愛の記録』）というタイトルの本を出版した。
1999年には歴史家のデヴィッド・M・ケネディがFreedom from Fear: The American People in Depression and War, 1929–1945（恐怖からの自由: 恐慌と戦争の中のアメリカ人、1929年 - 1945年）という本を出版した。